# Гион-мацури
Гион-мацури (яп. 祇園祭) — синтоистский праздник (мацури), отмечаемый ежегодно в течение июля в японском городе Киото. Праздник проводит святилище Ясака-дзиндзя совместно с районными общинами. Целью праздника является защита города от эпидемий. Наряду с токийским Канда-мацури (神田祭) и осакским Тэндзин-мацури (天神祭) входит в тройку крупнейших мацури Японии.
Раньше назывался также Гион-э (яп. 祇園会) или Гион-горё-э (яп. 祇園御霊会).

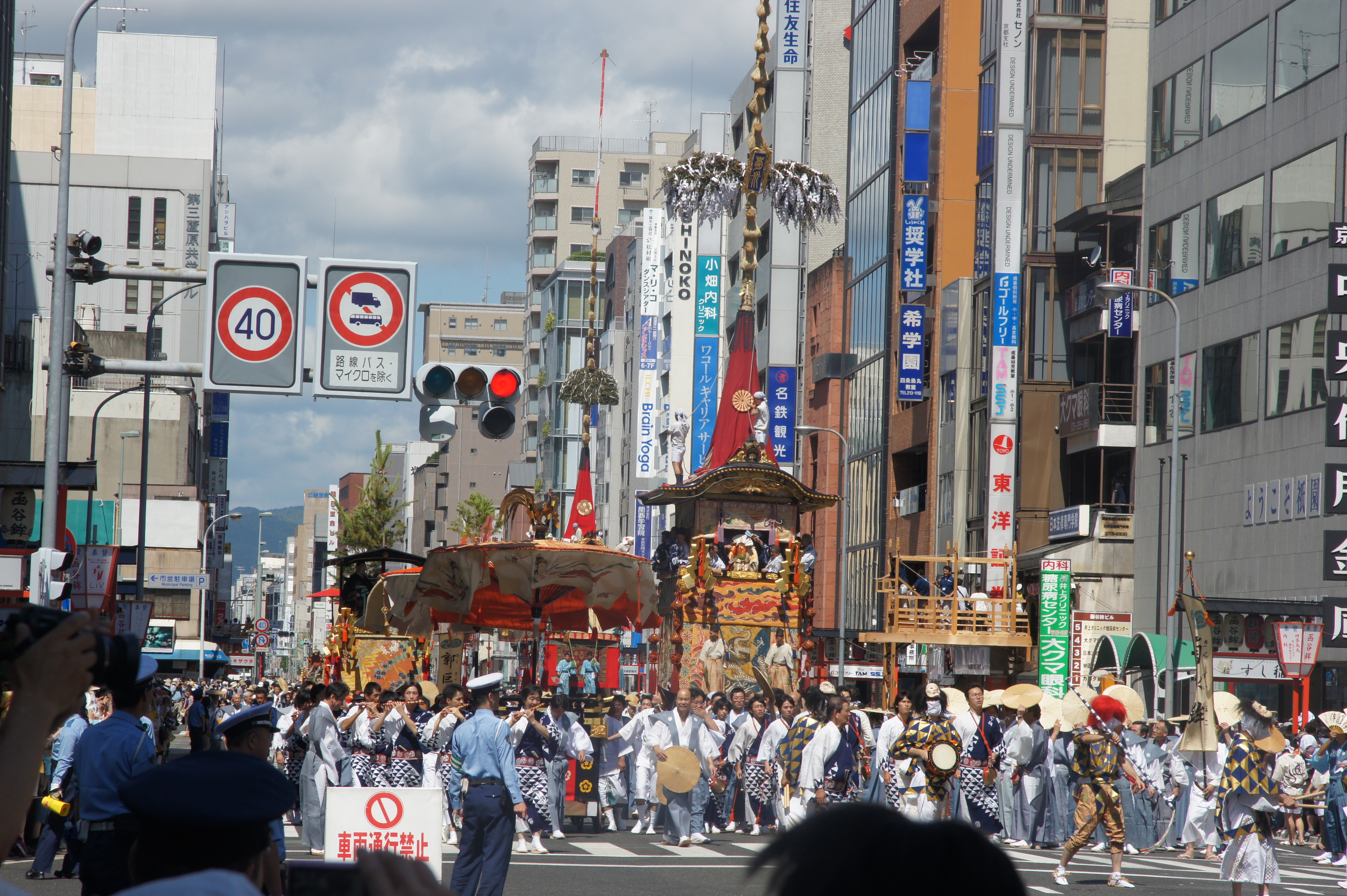
Процессия даси на Гион-мацури в Киото, 17 июля 2011 года

В 867 году важный политический деятель Фудзивара-но Мотоцунэ снёс свой дом в Киото и повелел возвести на его месте буддийский храм, посвящённый Годзу-тэнно (牛頭天皇), божеству индийского или корейского происхождения, отводящему эпидемии. С эпохи Камакура Годзу-тэнно стали отоджествлять с синтоистским божеством Сусаноо (которому также приписывали защиту от болезней), и храм преобразовался в комплекс миядэра, то есть в синтоистское святилище под управлением буддийских монахов, в данном случае относящихся к храму Энряку-дзи. Этот комплекс назывался Гион-ся (яп. 祗園社). В эпоху Мэйдзи Гион-ся стал чисто синтоистским храмом и с тех пор называется Ясака-дзиндзя.
В основе мероприятия лежит буддийский ритуал умиротворения душ горё-э. Праздник был проведён впервые в 869 году по воле императора Сэйва в ознаменование победы жителей Киото над эпидемией чумы. Для изгнания эпидемии по городу пронесли микоси (священный паланкин, в котором переносят ками) из Гион-ся, а в императорском саду Синсэн-эн установили 66 алебард (яп. 鉾 хоко), символизировавших 66 провинций Японии. По другим версиям, началом праздника послужила подобная церемония, проведённая в 970 или 975 году. В X веке праздник становится ежегодным и проводится по сей день. Проведение мероприятия прерывалось дважды: с XIV века до начала XVI, а также во время американской оккупации в 1946—1951 годах. После реставрации Мэйдзи переход на европейский календарь привёл к переносу праздника с седьмого дня шестого месяца (июня) на июль.
Первые ритуалы Гион-мацури проводятся в первых числах июля, последний — летняя церемония очищения — 31 июля. Самой знаменитой частью праздника является процессия даси, больших деревянных платформ двух типов: яма (山) и хоко. Поэтому процессия называется «ямабоко-дзюнкё» или «ямахоко-дзюнкё» (яп. 山鉾巡行). Яма представляют собой конструкции из брусьев весом 1,2-1,6 тонн, которые несёт на плечах команда из 15-20 носильщиков. Их плоские крыши украшены зонтами, ториями и фигурами исторических деятелей. Хоко (символизирующие алебарды) — колесницы высотой в 24 метра с деревянными колёсами, которые тянут за канаты. Они собраны из некрашенных балок и задрапированы шелками и гобеленами. Крыша некоторых хоко имеет форму пагоды или башенки, у других — огромной шляпы. На первом этаже колесниц мужчины совершают ритуальные действия веерами, символизирующими Аматэрасу, на втором расположены музыканты (хаясиката), играющие музыку, характерную для каждой хоко. С крыши колесниц разбрасывают сделанные из бамбука и соломы талисманы тимаки (粽), обеспечивающие здоровье. Процессия даси проводится дважды — 17 и 24 числа. За связь с божествами во время процессии прежде всего отвечает тиго (яп. 稚児) — мальчик-прислужник, находящийся на первой колеснице. Его выбирают из богатых семей города и 11 июня ритуально посвящают в эту роль в Ясака-дзиндзя. Раньше тиго были и на остальных колесницах, сегодня их заменяют куклы. Каждая платформа представляет некий сюжет, отражённый в её названии. Например, на «Тростниковом паланкине» (яп. 木賊山 Токуса-яма) показана сцена из одноимённой пьесы театра но, на других можно увидеть корейский поход императрицы Дзингу и эпизод из жизни основателя сюгэндо Эн-но Гёдзя. Между 1966 и 2014 годами из-за нежелания властей перекрывать улицы для автомобилей процессия ямабоко проводилась лишь 17 числа, а 24 числа устраивали процессию традиционных зонтов ханагаса (яп. 花傘).
В 2009 году процессия даси была признана ЮНЕСКО нематериальным культурным наследием.
После прохода процессии, ритуально очистившей путь, вечером 17 числа проходит торжественный ритуал синкосай, в ходе которого участники проносят три микоси, в которые помещаются синтаи (вместилища духа божества) храма Ясака. Из храма микоси переносят в отабисё — временную стоянку для божеств. 24 июля, после второй процессии, микоси так же несут обратно в храм.
Процессия ямабоко играет двойную роль. Во первых, с эпохи Муромати она выделилась в художественно-развлекательную часть праздника, связанную, прежде всего, с киотскими торговцами. С другой стороны, она ритуально очищает улицы перед проходом процессии микоси. Каждую из платформ готовит и ведёт один из 33 кварталов района Гион. Районы действуют независимо, а их действия координирует Ассоциация ямахоко праздника Гион (яп. 祗園祭山鉾連合会).
Многие святилища по всей стране заимствовали традицию Гион-мацури, например, Кусида-дзиндзя на Кюсю.